# Бахчисарай — Ялта (автодорога)
Автодорога Бахчисарай — Ялта — автомобильная дорога регионального значения соединяющая Бахчисарай с Ялтой. Протяжённость трассы 69,9 километра, при этом в других источниках приводятся отличные от этого значения цифры: 77 км, 74, 73.3 километра.

## Описание
Трасса начинается на 38-й километре автодороги Симферополь — Севастополь и через 4 километра спускается в Бельбекскую долину. Сразу за спуском перед селом Танковое, вправо ответвляется шоссе Танковое — Оборонное. По долине, до села Аромат, шоссе идёт по орфографическому правому берегу реки Бельбек, после Аромата пересекает по мосту Коккозку и следует по её левому берегу до начала реки. У начала Коккозки (у слияния рек Аузун-Узень и Сары-Узень) бывшая автобусная остановка «Большой каньон» и, соответственно, начало экскурсионного маршрута в Большой каньон Крыма. За каньоном начинается серпантин подъёма на Ай-Петри, вначале по долине реки Аузун-Узень, затем, огибая гору Лысая, и перебирается в долину Сары-Узеня, точнее — одного её из притоков Алмалык-Узень (в верховье носящий название овраг Куру-Узень — «Сухой ручей»). Дорога ещё около километра идёт по днищу этого оврага, и достигает Ай-Петринской яйлы, преодолев перевал Ай-Петри — самую высокую точку шоссе — 1207 м. 3—4 километра дорога идёт по ровному плато, от Ай-Петринской метеостанции начинается спуск в Ялту. После серпантина на южном обрыве шоссе петляет, огибая гору Могаби и достигает долины реки Учан-Су, по правому борту которой спускается до Южнобережного шоссе. В снежные зимы дорогу нередко перекрывают (со стороны Соколиного и от водопада Учан-Су) из-за опасности схода лавин.

### Отходящие дороги
- В селе Малое Садовое на юг уходит дорога 35Н-048 в Большое Садовое[2] (С-0-10210 по украинской классификации[3]).
- В пгт Куйбышево на север уходит дорога 35Н-046 на Высокое[2] (С-0-10208 по украинской[3]).
- Сразу после Куйбышево на юг дорога 35Н-055 в Новоульяновку и далее в горы, в бывшее село Подлесное[2] (С-0-10217 по украинской классификации[3]).
- На восточной окраине Голубинки ответвляется шоссе 35Н-067 Голубинка — Передовое[2] через перевал Бечку в соседнюю Байдарскую долину (С-0-10229 украинской классификации[3]).
- В селе Аромат отделяются 2 дороги: 35Н-059 на Солнечноселье и 35Н-063[2] до Многоречья[8] (украинские С-0-10221 и С-0-10225[3])

## История
Некие горные дороги, связывающие крупное торговое село Коккозы с Ялтой и южным берегом, и примерно совпадающие с современным шоссе существовали, видимо, с древнейших времён (дорога по долине Бельбека, вероятно, ещё древнее). Шарль Монтандон в своём «Путеводителе путешественника по Крыму, украшенный картами, планами, видами и виньетами…» 1833 года писал, что из Бахчисарая, поднимаясь по Бельбеку, можно напрямую добраться в Коккоз на любом виде экипажа. Также путешественник довольно подробно описывает некую верховую дорогу из Коккоз на яйлу, но, судя по контексту, она могла совпадать с современным просёлком через Чайный домик. Эти пути обозначены на картах 1817, 1842 года и 1865 года.
Прокладка полноценного шоссе из Ялты к вершине Ай-Петри началась в 1865 году и шла в неимоверно тяжелых условиях сильно пересеченной местности, к середине 1880-х годов едва достигнув водопада Учан-Су. Участок на подъёме к Ай-Петринской метеостанции, между 17 и 22 километрами, был особенно трудным — крутизна склонов достигает 60—80 градусов. На этом этапе к работам подключилось Кавказское военно-топографическое депо под командованием генерала Евгения Жданова. Съемку будущей трассы вёл капитан Чевылинский, начальником работ был инженер Руденко, производителем работ — инженер путей сообщения князь Дмитрий Александрович Мещерский, работал собственно на завершающем, наиболее опасном отрезке пути сапёрно-строительный батальон под командованием инженер-полковника Корпуса инженеров путей сообщения Ивана Станиславовича Шишко (встречается вариант Ивана Степановича Шишко). С тех пор профиль шоссе не менялся: дорога была лишь немного расширена в 1912—1913 годах и в послевоенное время заасфальтирована.

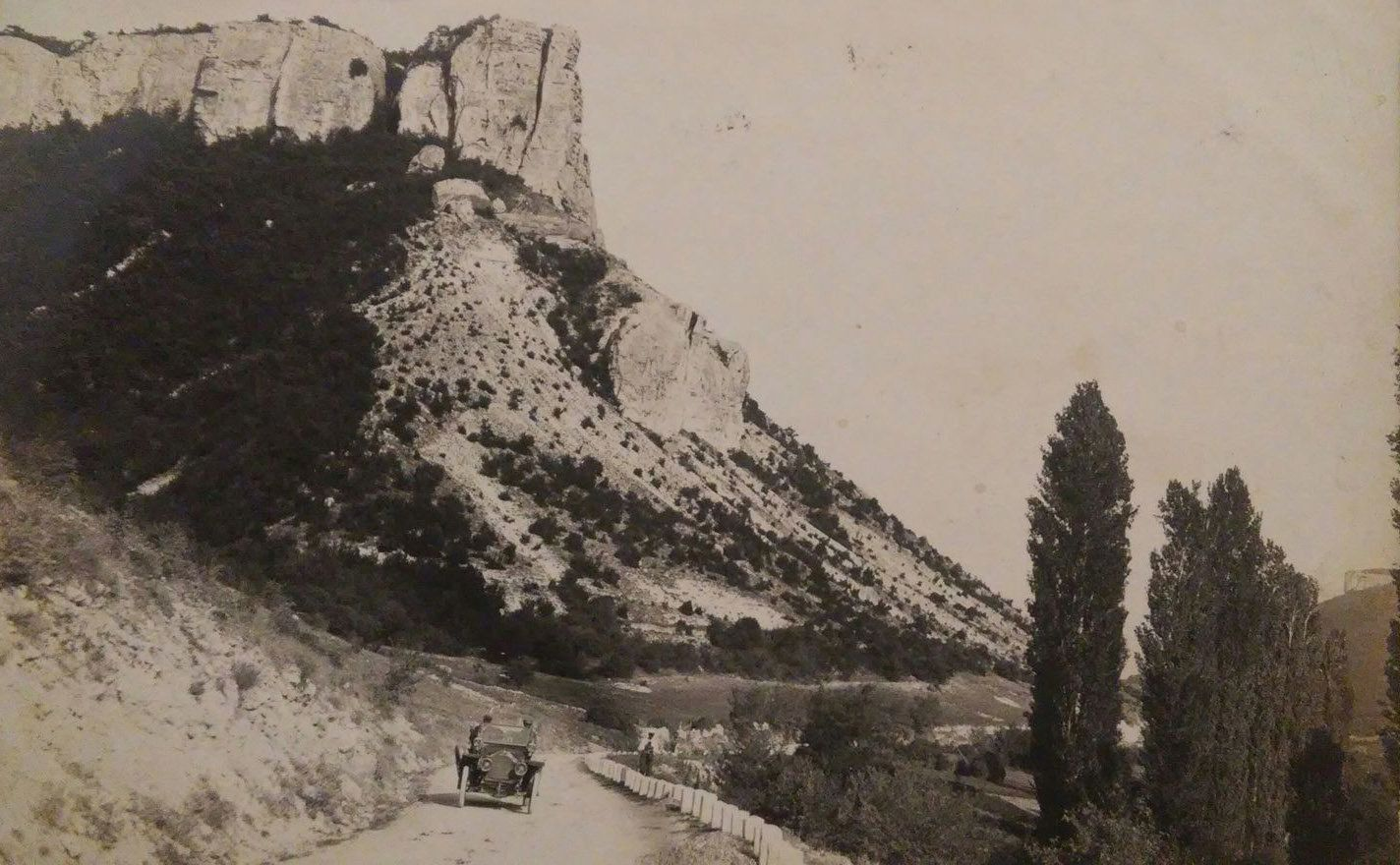
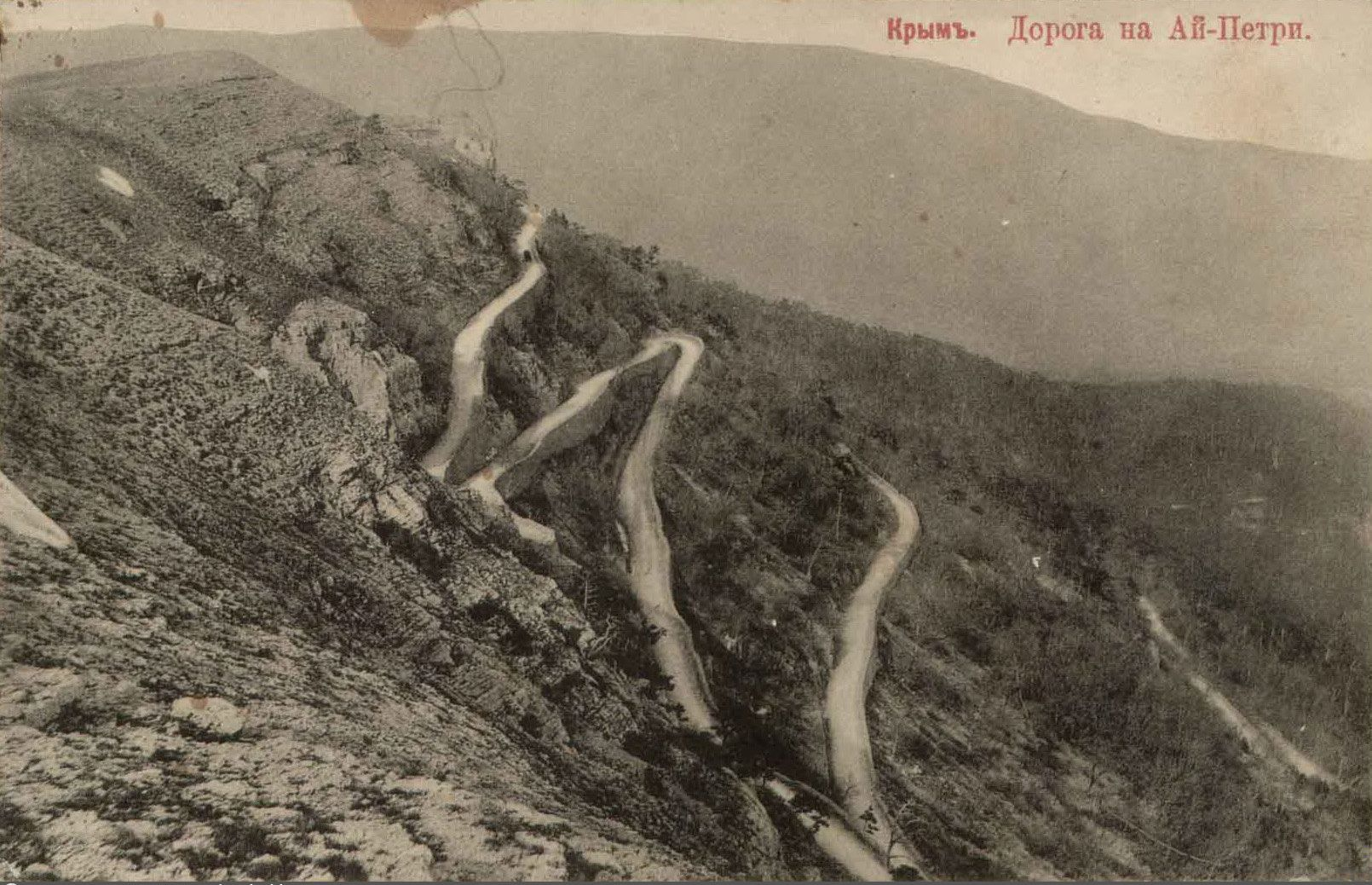
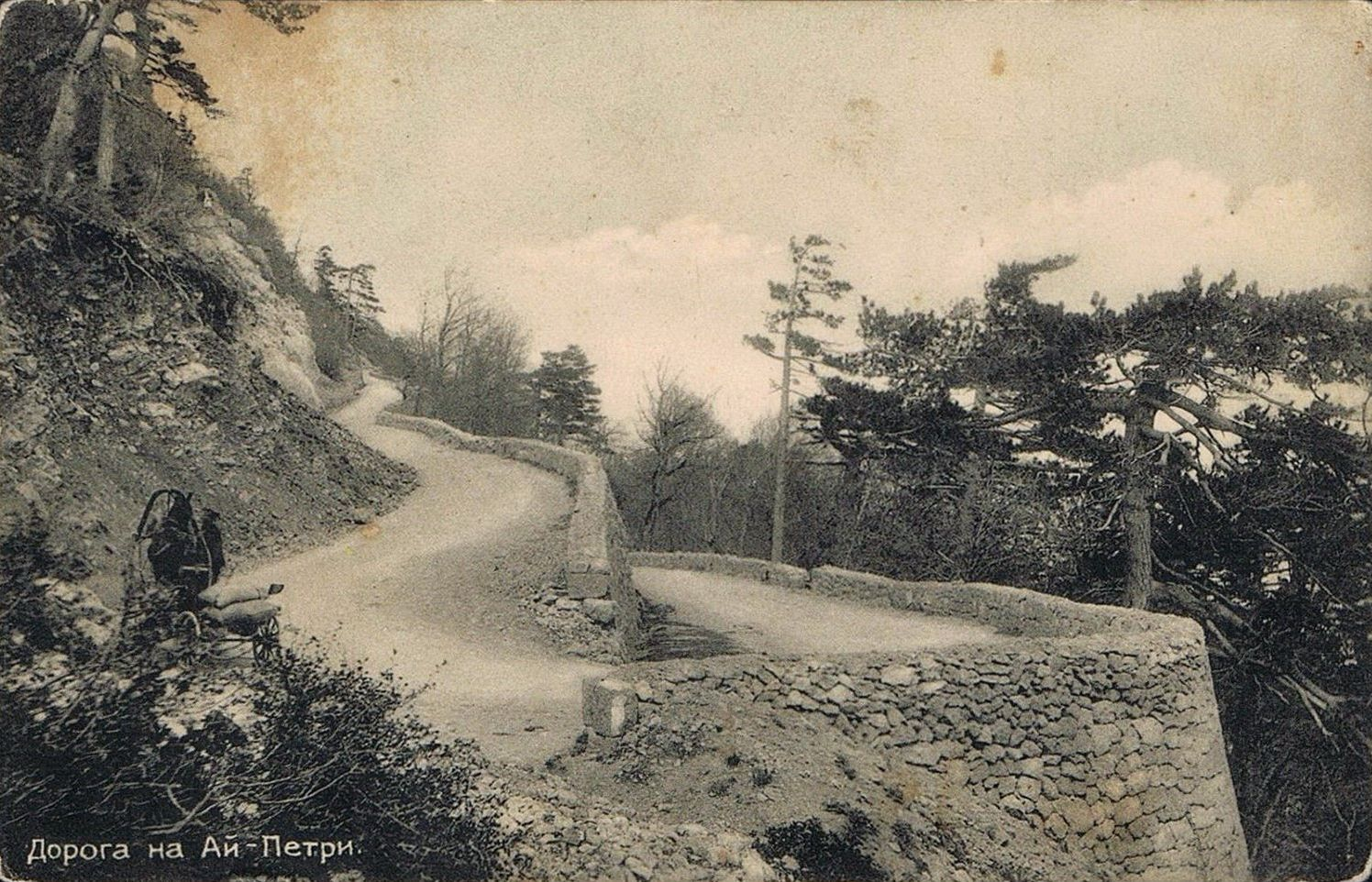
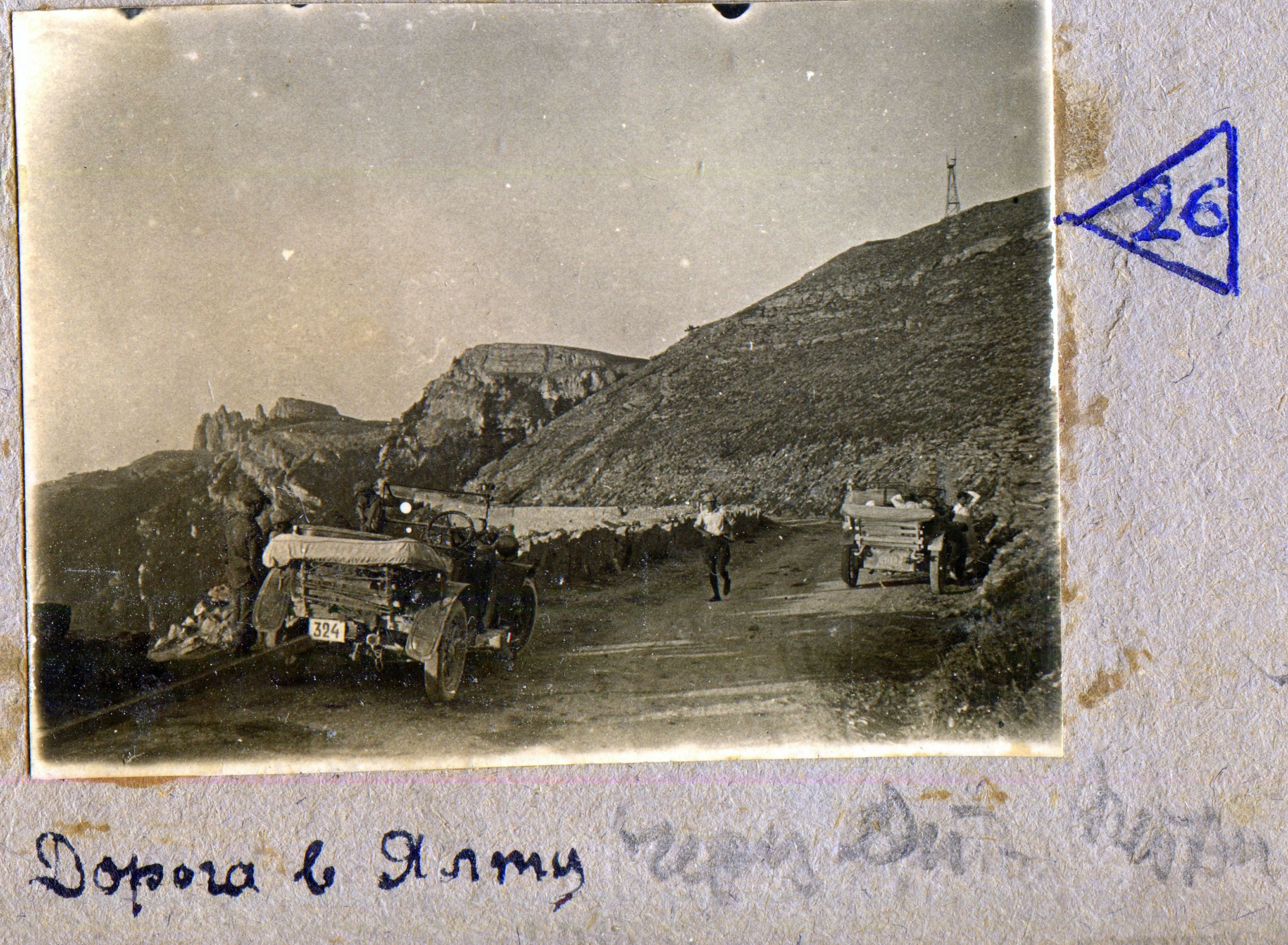

До революции мальпостного (одновременной перевозки пассажиров и почты) сообщения по дороге не было, курсировали извозчичьи экипажи «с платой 18—25 рублей». Уже в 1895 году у дороги, на плато Ай-Петри, появилась первая корчма с надписью «Милости прошу!» и была скромным деревянным бараком. При советской власти, до ликвидации в 1930 году, автомобильные перевозки, по маршруту Симферополь — Бахчисарай — Ялта и обратно осуществляло акционерное общество «Крымкурсо». Работало два маршрута: № 33 и 35 (обратные номера 36 и 34) с остановками в Коккозах и на Ай-Петри.
После прорыва перекопских позиций в октябре 1941 года 11-я немецкая армия своими основными силами двинулась на Севастополь, на левом фланге в направлении Балаклавы действовала 72-я дивизия. В районе горы Ай-Петри на дороге Ялта-Бахчисарай её части встретили пограничники 456-го пограничного полка под командованием А. Е. Павленко. В ходе ожесточенного боя с противником, пограничники удерживали позиции в течение 7-9 ноября 1941 года. По решению Бахчисарайского райисполкома от 11 ноября 1971 года, на месте боя пограничников 456-го полка против немецко-фашистских оккупантов на 29/43 км шоссе в 1972 году был сооружен памятный знак.
В послевоенные годы был запущен маршрут автобуса Бахчисарай — Ялта через Ай-Петри, но в 1980-е годы на участке дороги в 2 километрах выше Соколиного произошёл оползень и самый живописный автобусный маршрут Крыма закрыли.

## Достопримечательности

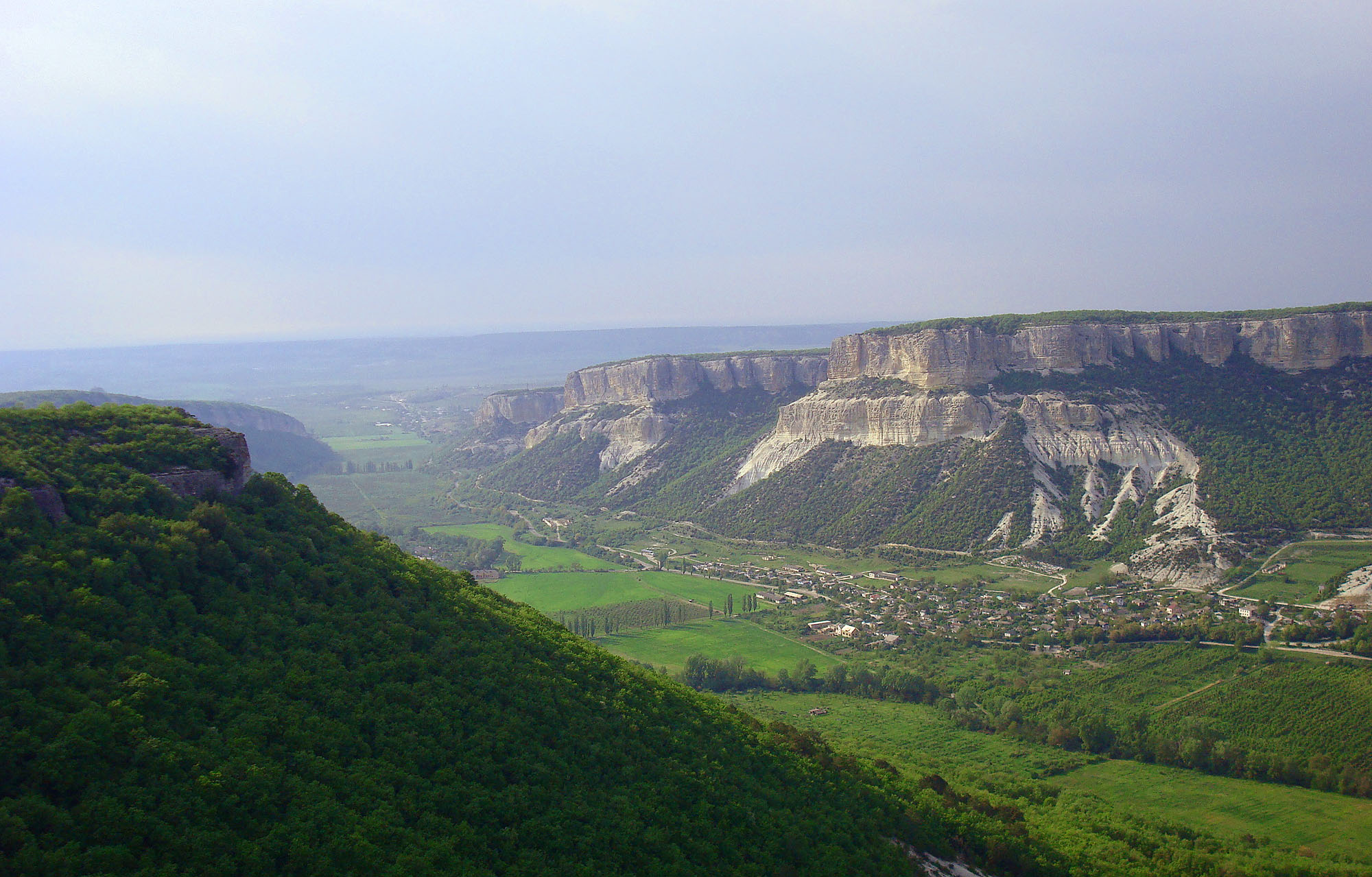
Каньон Бельбекские ворота, дорога проходит по левому борту
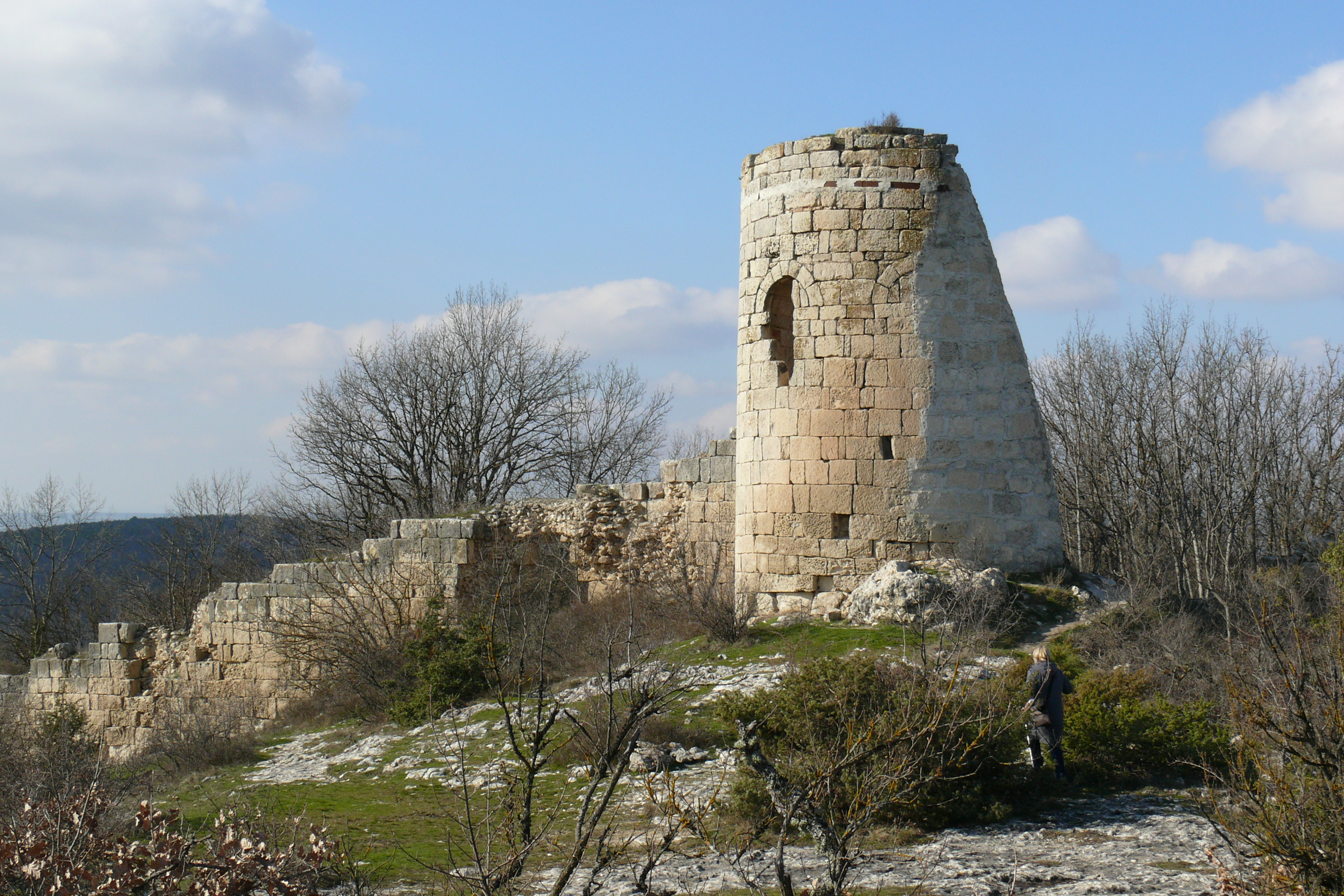
Сюйреньская крепость
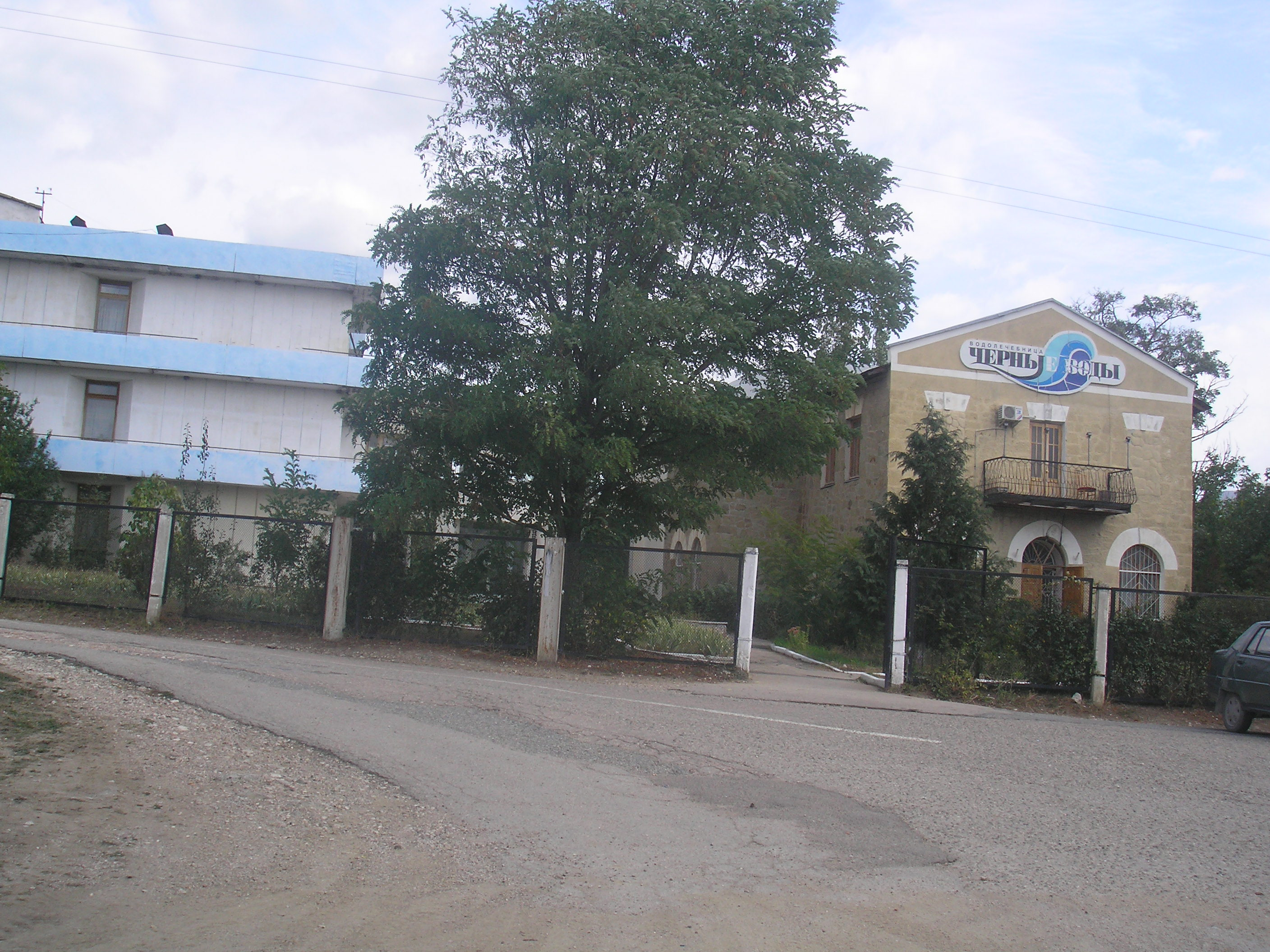
Водолечебница Чёрные воды
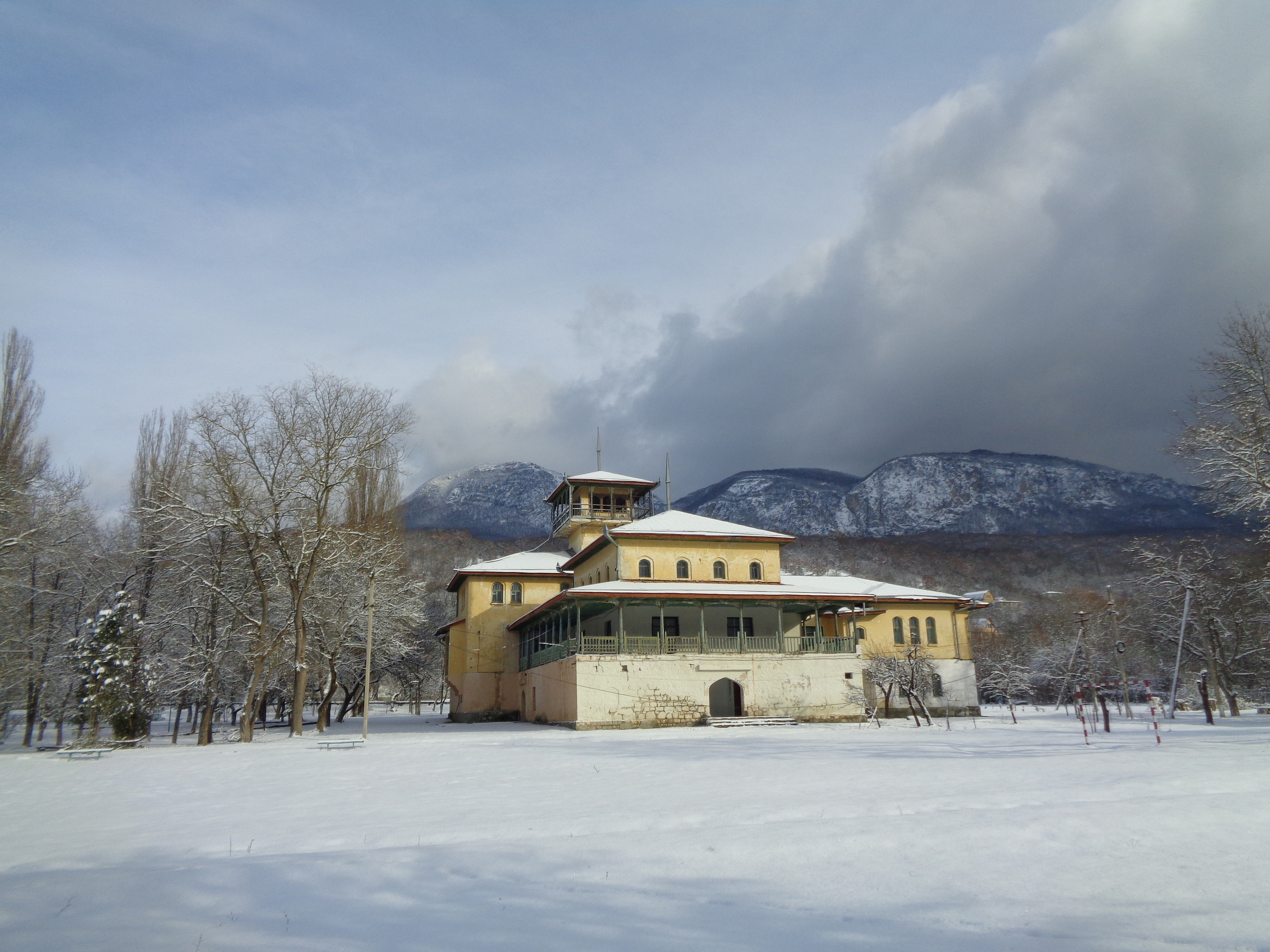
Охотничий дом Юсупова
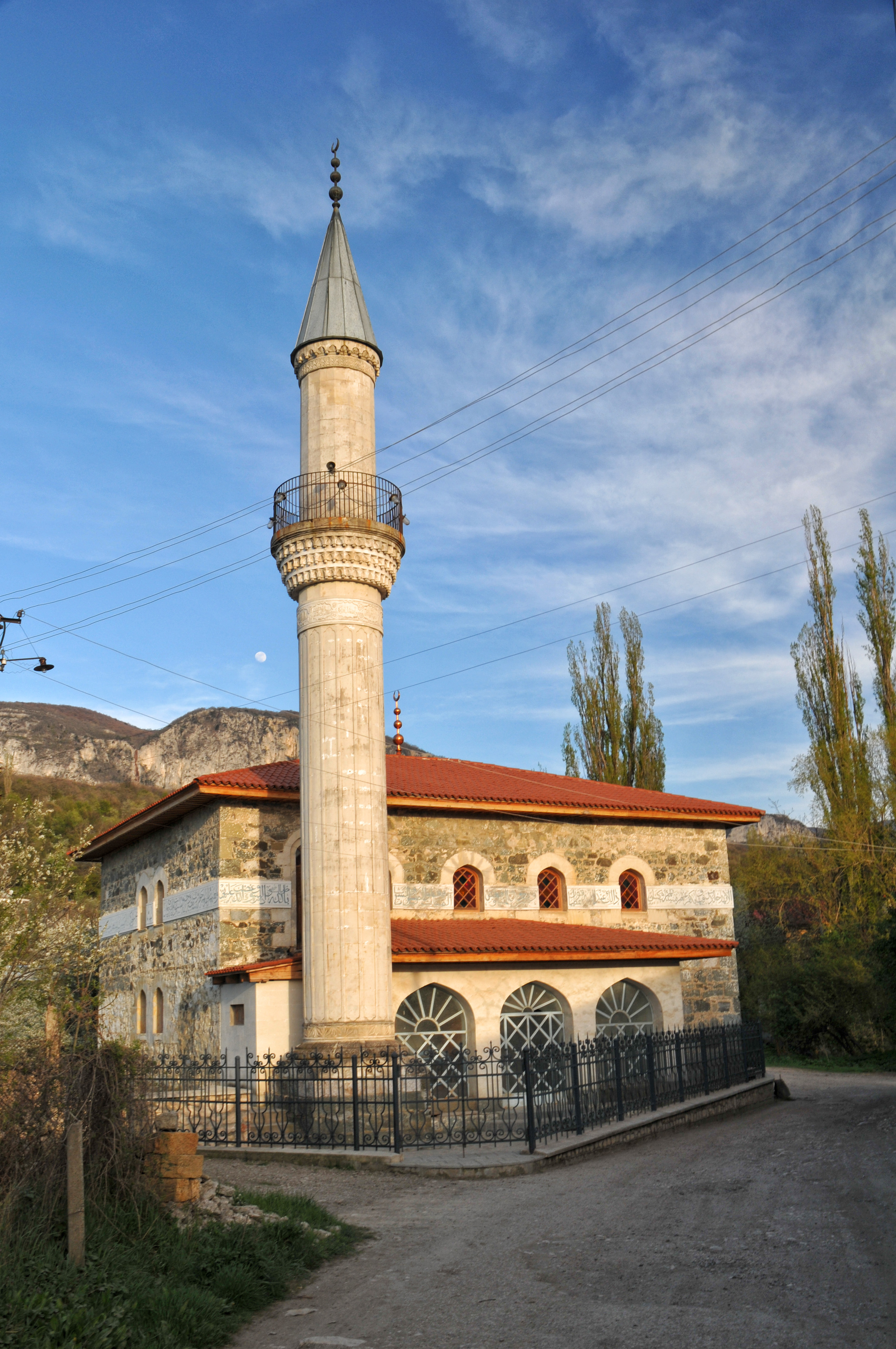
Юсуповская мечеть

- За Танковым дорога проходит по грандиозному Бельбекскому каньону (или Бельбекские Ворота), памятник природы с 1969 года[8].
- У села Малое Садовое, на левом берегу Бельбека — Сюйренская крепость (VI—VIII век) и пещерный монастырь Челтер-Коба (основан около IX века)[8].
- Памятное место боя пограничников 456-го полка в ноябре 1941 года против фашистских захватчиков расположено в Бахчисарайском районе, Голубинский сельский совет, на 29/43 км шоссе Ялта-Бахчисарай. Памятник истории местного значения. Приказ Министерства культуры Украины от 31.07.2012 № 814, охранный № 1846-АР.  Памятник культурного наследия Украины. Охр. № 1846 Охранная зона в радиусе 5 м от центра памятника, утверждена решением Крымского облисполкома от 15.01.1980 № 16[28].
- Водолечебница «Чёрные воды» в селе Аромат, на базе минерального источника «Аджи-Су», действующая более ста лет[29]
- В Соколином — Охотничий дом Юсупова (также Юсуповский дворец) построенный в 1908—1912 годах по проекту ялтинского архитектора Николая Петровича Краснова, три исторические мечети и остатки караван-сарая[8][9].
- Через 5 километров (на 41-м км от Ялты) за Соколиным находится Большой каньон Крыма[8][9].
- Скала Шишко — смотровая площадка на высоте 1182 м с видом на южный берег на южном краю Ай-Петринской яйлы[8].
- Серебряная беседка на южном спуске, установленная на горе Пендикюль (высота 865 метров над уровнем моря)[30] в честь строителей шоссе на Ай-Петри[11]
- Водопад Учан-Су на десятом километре от Ялты — самый известный и популярный из водопадов Крыма[9].